# Seuca (okręg Marusza)
Seuca (węg. Szőkefalva) – wieś w Rumunii, w okręgu Marusza, w gminie Gănești. W 2011 roku liczyła 1163 mieszkańców.